# Championnats du monde Pro de ski de vitesse 1999
Navigation
1998 Pro 2000 Pro
Les Championnats du monde Pro de ski de vitesse 1999 se sont déroulés sous l'égide de l'association France Ski de vitesse.

## Organisation
Ces championnats comportent 4 étapes. Des points sont attribués à chaque course aux 25 premiers suivant le barème  : 
| Place  | 1er | 2e | 3e | 4e | 5e | 6e | 7e | 8e | 9e | 10e | 11e | 12e | 13e | 14e | 15e | 16e | 17e | 18e | 19e | 20e | 21e | 22e | 23e | 24e | 25e |
| ------ | --- | -- | -- | -- | -- | -- | -- | -- | -- | --- | --- | --- | --- | --- | --- | --- | --- | --- | --- | --- | --- | --- | --- | --- | --- |
| Points | 40  | 34 | 29 | 25 | 22 | 20 | 19 | 18 | 17 | 16  | 15  | 14  | 13  | 12  | 11  | 10  | 9   | 8   | 7   | 6   | 5   | 4   | 3   | 2   | 1   |

Les étapes de Vars et des Arcs comptent double car les résultats de 2 runs rapportent des points (les podiums de chaque run seront par ailleurs identiques chez les hommes et les femmes). Par ailleurs, en cas d'égalité les points de la place obtenue et ceux de la place suivante non attribuée, sont partagés.
Les courses sont organisés sur des pistes sans limitation de vitesse (alors que d'autre épreuves de cette époque sont limitées à 200 km/h).
Cette formule préfigure la future Coupe du monde de ski de vitesse (qui sera organisée à partir de 2000 par la FIS), mais elle a pour appellation Championnats du monde Pro ou Mondial Pro voire Mondial. Ce ne sont pas les uniques championnats du monde organisés en 1999 car la FIS organise la même année ses premiers championnats du monde de ski de vitesse qui se disputent sur une seule épreuve.

## Podiums

### Hommes
| Épreuves | Or               | Argent             | Bronze         |
| -------- | ---------------- | ------------------ | -------------- |
| S1       | Jeffrey Hamilton | Philippe Goitschel | Johan Rousseau |

### Femmes
| Épreuves | Or               | Argent       | Bronze       |
| -------- | ---------------- | ------------ | ------------ |
| S1       | Karine Dubouchet | Carolyn Curl | Tracie Sachs |

## Résultats détaillés

### Hommes S1
| \| Rang \| Skieur \| Points \| \| ------------------ \| ------------------ \| ------ \| \| Médaille d'or \| Jeffrey Hamilton \| 169,5 \| \| Médaille d'argent \| Philippe Goitschel \| 158 \| \| Médaille de bronze \| Johan Rousseau \| 128 \| \| 4 \| Laurent Sistach \| 126 \| \| 5 \| Pascal Budin \| 97,5 \| \| 6 \| Serge Perroud \| 93,5 \| \| 7 \| Mark Rupprecht \| 92 \| \| 8 \| Harry Egger \| 80 \| \| 9 \| Yves Thiebault \| 71 \| \| 10 \| Jyrki Jokipii \| 64,5 \| |                    |        |
| Rang | Skieur             | Points |
| Médaille d'or | Jeffrey Hamilton   | 169,5  |
| Médaille d'argent | Philippe Goitschel | 158    |
| Médaille de bronze | Johan Rousseau     | 128    |
| 4 | Laurent Sistach    | 126    |
| 5 | Pascal Budin       | 97,5   |
| 6 | Serge Perroud      | 93,5   |
| 7 | Mark Rupprecht     | 92     |
| 8 | Harry Egger        | 80     |
| 9 | Yves Thiebault     | 71     |
| 10 | Jyrki Jokipii      | 64,5   |

### Femmes S1
| \| Rang \| Skieuse \| Points \| \| ------------------ \| ---------------- \| ------ \| \| Médaille d'or \| Karine Dubouchet \| 234 \| \| Médaille d'argent \| Carolyn Curl \| 200 \| \| Médaille de bronze \| Tracie Sachs \| 142 \| \| 4 \| Kaori Tamura \| 130 \| \| 5 \| Kati Metsäpelto \| 90 \| \| 6 \| Laurence Leuba \| 68 \| \| 7 \| Ase Orjaseter \| 44 \| \| 8 \| Amy Guras \| 25 \| |                  |        |
| Rang | Skieuse          | Points |
| Médaille d'or | Karine Dubouchet | 234    |
| Médaille d'argent | Carolyn Curl     | 200    |
| Médaille de bronze | Tracie Sachs     | 142    |
| 4 | Kaori Tamura     | 130    |
| 5 | Kati Metsäpelto  | 90     |
| 6 | Laurence Leuba   | 68     |
| 7 | Ase Orjaseter    | 44     |
| 8 | Amy Guras        | 25     |

## Calendrier

### Hommes
| Date          | Lieu             | Vainqueur          | Vitesse vainqueur | Deuxième                       | Troisième       |
|               | Aspen            | Dale Womack        |                   | Mark Rupprecht                 | Johan Rousseau  |
| 4 avril 1999  | Vars - run 1     | Jeffrey Hamilton   | 233,463 km/h      | Laurent Sistach                | Mark Rupprecht  |
| 4 avril 1999  | Vars - run 2     | Jeffrey Hamilton   |                   | Laurent Sistach                | Mark Rupprecht  |
| 15 avril 1999 | Hundfjället      | Philippe Goitschel | 186,530 km/h      | Jyrki Jokipii Jeffrey Hamilton | -               |
|               | Les Arcs - run 1 | Harry Egger        | 248,105 km/h      | Philippe Goitschel             | Laurent Sistach |
|               | Les Arcs - run 2 | Harry Egger        |                   | Philippe Goitschel             | Laurent Sistach |

Dans l'épreuve des Arcs, Harry Egger bat le record du monde détenu depuis 1997 par Philippe Billy.

### Femmes
| Date          | Lieu             | Vainqueur        | Vitesse vainqueur | Deuxième         | Troisième    |
|               | Aspen            | Karine Dubouchet |                   | Carolyn Curl     | Tracie Sachs |
| 4 avril 1999  | Vars - run 1     | Karine Dubouchet | 220,858 km/h      | Carolyn Curl     | Kaori Tamura |
| 4 avril 1999  | Vars - run 2     | Karine Dubouchet |                   | Carolyn Curl     | Kaori Tamura |
| 15 avril 1999 | Hundfjället      | Carolyn Curl     | 177,870 km/h      | Karine Dubouchet | Tracie Sachs |
|               | Les Arcs - run 1 | Karine Dubouchet | 234,528 km/h      | Laurence Leuba   | Carolyn Curl |
|               | Les Arcs - run 2 | Karine Dubouchet |                   | Laurence Leuba   | Carolyn Curl |

Dans l'épreuve des Arcs, Karine Dubouchet bat le record du monde détenu depuis 1997 par Carolyn Curl.